# Маланюк Володимир Павлович
Володи́мир Па́влович Маланю́к (21 липня 1957, Архангельськ — 2 липня 2017, Київ) — український шахіст, міжнародний гросмейстер (1987). Триразовий чемпіон України (1980, 1981 та 1986 років). 

У складі збірної України срібний призер шахової олімпіади 1996 року та чемпіонату світу 1993 року, бронзовий призер шахової олімпіади 1998 року.
Його рейтинг станом на січень 2016 року — 2482 (922-е місце у світі, 60-е в Україні).

## Результати виступів у чемпіонатах України
Володимир Маланюк зіграв у дванадцяти фінальних турнірах чемпіонатів України, набравши загалом 89½ очок зі 141 можливого.
| Рік  | Місто       | Турнір                 | + | − | =  | Результат | Місце   |
| ---- | ----------- | ---------------------- | - | - | -- | --------- | ------- |
| 1980 | Харків      | 49-й чемпіонат України |   |   |    | 10½ з 13  | Gold    |
| 1981 | Ялта        | 50-й чемпіонат України | 7 | 1 | 6  | 10 з 14   | Gold    |
| 1982 | Ялта        | 51-й чемпіонат України | 6 | 2 | 7  | 9½ з 15   | Silver  |
| 1984 | Київ        | 53-й чемпіонат України | 6 | 2 | 7  | 9½ з 15   | Silver  |
| 1985 | Ужгород     | 54-й чемпіонат України | 2 | 1 | 11 | 7½ з 14   | 7 — 8   |
| 1986 | Київ        | 55-й чемпіонат України | 7 | 0 | 8  | 11 з 15   | Gold    |
| 1989 | Херсон      | 58-й чемпіонат України | 6 | 4 | 5  | 8½ з 15   | 7       |
| 1996 | Ялта        | 65-й чемпіонат України | 5 | 4 | 2  | 6 з 11    | 32 — 41 |
| 2001 | Покров      | 70-й чемпіонат України | 2 | 0 | 7  | 5½ з 9    | 4 — 8   |
| 2003 | Сімферополь | 72-й чемпіонат України | 5 | 1 | 3  | 6½ з 9    | 9       |
| 2004 | Харків      | 73-й чемпіонат України | 0 | 1 | 1  | ½ з 2     | 1/16    |
| 2007 | Харків      | 76-й чемпіонат України | 2 | 2 | 5  | 4½ з 9    | 15      |

## Результати виступів у чемпіонатах СРСР
Володимир Маланюк зіграв у шести фінальних турнірах чемпіонатів СРСР, набравши загалом 42 очки з 92 можливих (+19-27=46).
| Рік  | Місто  | Турнір              | + | − | =  | Результат | Місце   |
| ---- | ------ | ------------------- | - | - | -- | --------- | ------- |
| 1983 | Москва | 50-й чемпіонат СРСР | 4 | 4 | 7  | 7½ з 15   | 6 — 9   |
| 1986 | Київ   | 53-й чемпіонат СРСР | 6 | 3 | 8  | 10 з 17   | — 7     |
| 1987 | Мінськ | 54-й чемпіонат СРСР | 2 | 6 | 9  | 6½ з 17   | 13 — 15 |
| 1988 | Москва | 55-й чемпіонат СРСР | 1 | 6 | 10 | 6 з 17    | 17 — 18 |
| 1989 | Одеса  | 56-й чемпіонат СРСР | 3 | 6 | 6  | 6 з 15    | 15 — 16 |
| 1991 | Москва | 58-й чемпіонат СРСР | 3 | 2 | 6  | 6 з 11    | 15 — 22 |

## Результати виступів у складі збірної України
Володимир Маланюк у період 1993—1999 років зіграв за збірну України в шести командних турнірах, зокрема: шахових олімпіадах — 3 рази, командних чемпіонатах світу — 2 рази, командних чемпіонатах Європи — 1 разу.
За час виступів у складі збірної України Володимир завоював «срібло» (1993) чемпіонату світу, «срібло» та «бронзу» шахових олімпіад 1996 та 1998 років відповідно.
 Крім того, Володимир Маланюк здобув одну індивідуальну золоту нагороду на чемпіонаті світу 1993 року.
Загалом у складі збірної України Володимир Маланюк зіграв 46 партій, в яких набрав 25½ очок (+11=29-6), що становить 55,4 % від числа можливих очок.
| Рік  | Турнір                | Місто  | Збірна  | Шахів- ниця | Рейтинг | + | = | − | Результат | % очок | Турнірний рейтинг | Командне місце | Особисте місце |
| ---- | --------------------- | ------ | ------- | ----------- | ------- | - | - | - | --------- | ------ | ----------------- | -------------- | -------------- |
| 1993 | 3-й чемпіонат світу   | Люцерн | Україна | 2           | 2635    | 2 | 5 | 0 | 4½ з 7    | 64,3   | 2647              | Silver         | Gold           |
| 1994 | 31-а шахова олімпіада | Москва | Україна | 2           | 2610    | 3 | 7 | 2 | 6½ з 12   | 54,2   | 2559              | 9              | 45             |
| 1996 | 32-а шахова олімпіада | Єреван | Україна | 2           | 2610    | 3 | 5 | 1 | 5½ з 9    | 61,1   | 2636              | Silver         | 21             |
| 1997 | 4-й чемпіонат світу   | Люцерн | Україна | 3           | 2615    | 0 | 3 | 3 | 1½ з 6    | 25,0   | 2365              | 5              | 10             |
| 1998 | 33-я шахова олімпіада | Еліста | Україна | 4           | 2590    | 2 | 5 | 0 | 4½ з 7    | 64,3   | 2628              | Bronze         |                |
| 1999 | 12-й чемпіонат Європи | Батумі | Україна | резерв      | 2525    | 1 | 4 | 0 | 3 з 5     | 60,0   | 2583              | 6              | 8              |

## Турнірні досягнення
Брав участь в міжнародних турнірах, найкращі результати:
- 1983 в Баку — 2-3-є,
- 1984 у Львові — 7-8-ме,
- 1986 у Львові — 1-3-є,
- 1987 у Таллінні — 2-3-є,
- 1987 у Москві — 3-5-те,
- 1987 у Фрунзе — перше місце.

Переможець меморіалу Переньї 1989 року,
- турнірів: Еспегарде — 1992,
- Форлі опен — 1992,
- Ніс опен — 1996.
- 1994 року посів 1 місце на турнірі в Алушті
- 2000 — 1 місце на турнірі в Тулі
- 2015 — 1 місце на турнірі в м.Чеське Будейовице[5]

## Зміни рейтингу
| На цьому місці має відображатися графік чи діаграма, однак з технічних причин його відображення наразі вимкнено. Будь ласка, не видаляйте код, який викликає це повідомлення. Розробники вже працюють для того, щоби відновити штатне функціонування цього графіка або діаграми. | |
| | На цьому місці має відображатися графік чи діаграма, однак з технічних причин його відображення наразі вимкнено. Будь ласка, не видаляйте код, який викликає це повідомлення. Розробники вже працюють для того, щоби відновити штатне функціонування цього графіка або діаграми. |